# Epa Colombia
Daneidy Barrera Rojas (Bogotá, 9 de julio de 1996), conocida por su apodo Epa Colombia, es una modelo, influencer, empresaria y convicta por su participación en las protestas en su país de 2019.
Actualmente se encuentra condenada por la Corte Suprema de Justicia de Colombia por su responsabilidad en los actos vandálicos realizados en el marco de las protestas de 2019, al afectar una estación del sistema de transporte público de Bogotá ( Transmilenio).

## Biografía
Nacida en Bogotá, es hija de Gerardo Barrera y Martha Rojas, al terminar sus estudios de bachillerato, estudió en el Servicio Nacional de Aprendizaje (SENA) Entrenamiento Deportivo, pero no pudo culminar estos estudios argumentando que fue expulsada al publicar videos cómicos en YouTube, en el año 2021 empieza a estudiar administración de empresas en la Fundación Universitaria Colombo Germana (Unigermana).
En 2016 Daneidy hizo un video viral alentando a la selección de fútbol colombiana en la Copa América Centenario, después de esto empezó a subir vlogs en sus redes sociales usando como apodo el estribillo de su video viral (Epa Colombia).
También genera varios escándalos de la opinión pública, como en noviembre de 2019 al grabarse haciendo vandalismo en una troncal de Transmilenio en Bogotá, durante las protestas en Colombia de 2019-2020, hechos por lo que se le impuso una condena de 63 meses, la cual fue apelada y realizó el pago de una multa de 30 salarios mínimos.
En diciembre de 2021, generó otro escándalo al invadir un carril exclusivo de Transmilenio.

### Labor empresarial
Con ocasión del viaje que hizo como hincha a la Copa Mundial de Fútbol de 2018 celebrado en Rusia, Daneidy comenzó a comerciar queratina gracias a un empresario ruso que conoció en ese país. Gracias a la popularidad de su emprendimiento se le ha considerado como una de las empresarias más fuertes en el sector de la belleza en Colombia.

### Vida personal
El 9 de abril de 2024 dio a luz a su primera hija llamada Daphne Samara.

## Premios y condecoraciones
| Año  | Premio                 | Entidad                              | Resultado |
| ---- | ---------------------- | ------------------------------------ | --------- |
| 2021 | Mejor vendedora        | ExpoBelleza 2021                     | Ganadora  |
| 2022 | Gestora de Paz Mundial | CLDH y Asamblea Nacional del Ecuador | Premiada  |